# كوبا أمريكا للسيدات 2014
كوبا أمريكا للسيدات 2014 هو الموسم 7 من  كوبا أمريكا فمنينا. أقيمت البطولة في الإكوادور عام 2014، وأشرف على تنظيمه كونميبول، وكان عدد الأندية المشاركة فيه  10، وفاز فيه منتخب البرازيل لكرة القدم للسيدات. تم تأكيد استضافة الإكوادور للبطولة في فبراير 2014.

## الفرق
شاركت جميع فرق اتحاد أمريكا الجنوبية لكرة القدم العشرة في البطولة.
- الأرجنتين
- بوليفيا
- البرازيل (حامل اللقب)
- تشيلي
- كولومبيا
- الإكوادور (البلد المضيف)
- باراغواي
- بيرو
- الأوروغواي
- فنزويلا

## الملاعب
| المدينة   | الملعب                         | السعة  |
| --------- | ------------------------------ | ------ |
| أمباتو    | ملعب بيلافيستا                 | 18,000 |
| أزوغويس   | ملعب خورخي أندرادي             | 15,000 |
| كوينكا    | ملعب أليخاندرو سيرانو أغيلار   | 22,000 |
| لاتاكونغا | ملعب لا كوتشا                  | 15,000 |
| Loja      | ملعب فيديراتيفو رينا ديل سيسني | 14,935 |
| كيتو      | ملعب آتاهوالبا الأولمبي        | 35,742 |
| كيتو      | ملعب تشيلوجالو                 | 22,000 |
| ريوبامبا  | ملعب أوليمبيكو دي ريوبامبا     | 20,000 |
| سانغولكوي | ملعب رومينياهوي                | 8,000  |

## حكام المباراة

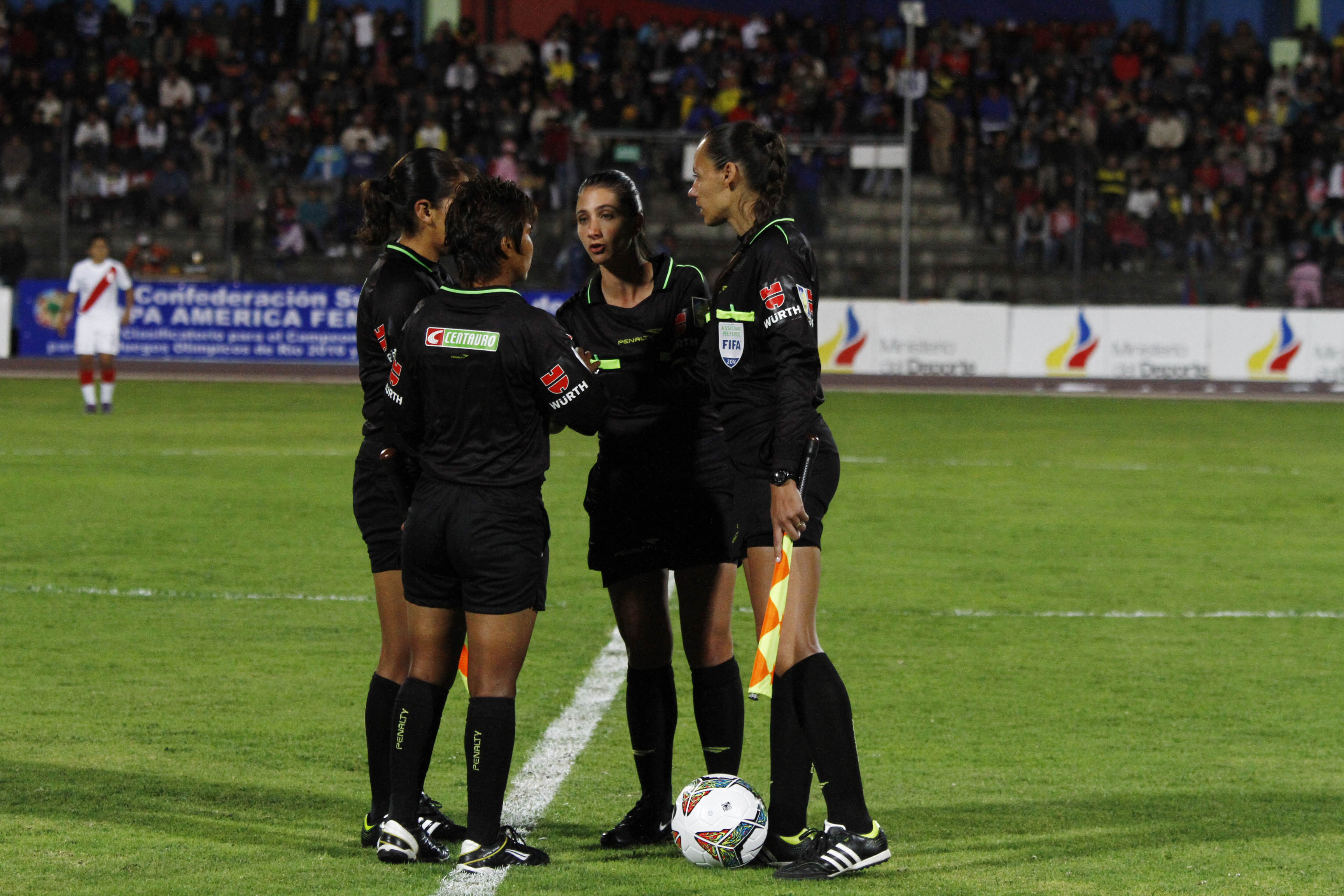
حكام مباراة الإكوادور – بيرو: لورا فورتوناتو، ماريانا دي ألميدا، مارينا كيروجا، سيرلي كورنيجو.

تم الإعلان عن عشرة حكام وعشرة مساعدين في 6 سبتمبر 2014.
| البلد      | الحكم                | مساعد                |
| ---------- | -------------------- | -------------------- |
| الأرجنتين  | لورا فورتوناتو       | ماريانا دي ألميدا    |
| بوليفيا    | سيرلي كورنيجو        | مارينا كيروجا        |
| البرازيل   | ريجيلدينيا مورا      | جانيت أركانجو        |
| تشيلي      | ماريا بيلين كارفاخال | لوريتو أندريا تولوزا |
| كولومبيا   | فيفيانا مونيوز       | لوز أماليا رويز      |
| الإكوادور  | خوانا ديلجادو        | مونيكا أمبويا        |
| باراغواي   | زولما كينيونيز       | لورا ميراندا         |
| بيرو       | سيلفيا رييس          | غابرييلا مورينو      |
| الأوروغواي | غابرييلا بانديرا     | لوسيانا ماسكارانيا   |
| فنزويلا    | يرسينيا كوريا        | يولي جارسيا          |

## المرحلة الأولى
تم إجراء القرعة في 22 مايو 2014. جميع الأوقات هي توقيت الإكوادور (ت ع م-05:00).
تم توزيع الفرق على مجموعتين، كل منها تضم خمسة فرق، ولعبت بنظام الدوري من دور واحد في الفترة من 11 إلى 20 سبتمبر. تأهل أول فريقين من كل مجموعة إلى المرحلة النهائية.
في حال تساوي الفرق في النقاط، سيتم تحديد الترتيب وفقًا للمعايير التالية:
1. فارق الأهداف الأفضل في جميع المباريات
2. عدد الأهداف المسجلة الأكبر في جميع مباريات المجموعة
3. الفريق صاحب الافضلية في نتيجة في المباريات بين الفرق المتعادلة
4. سحب القرعة

#### المجموعة الأولى
| م | الفريق        | لعب | ف | ت | خ | أ.له | أ.ع | أ.ف | نقاط | التأهل                                         |
| - | ------------- | --- | - | - | - | ---- | --- | --- | ---- | ---------------------------------------------- |
| 1 | كولومبيا      | 4   | 4 | 0 | 0 | 10   | 1   | +9  | 12   | المرحلة النهائية و دورة الألعاب الأمريكية 2015 |
| 2 | الإكوادور (H) | 4   | 2 | 0 | 2 | 3    | 3   | 0   | 6    | المرحلة النهائية و دورة الألعاب الأمريكية 2015 |
| 3 | الأوروغواي    | 4   | 2 | 0 | 2 | 5    | 9   | −4  | 6    |                                                |
| 4 | فنزويلا       | 4   | 1 | 1 | 2 | 4    | 6   | −2  | 4    |                                                |
| 5 | بيرو          | 4   | 0 | 1 | 3 | 1    | 4   | −3  | 1    |                                                |

#### مباريات المجموعة الأولى
| الأوروغواي   | 1–3    | فنزويلا                                |
| ------------ | ------ | -------------------------------------- |
| ل. فيانا 42' | Report | 9' أسكانيو · 23' غارسيا · 71' رودريغيز |

| الإكوادور | 1–0    | بيرو |
| --------- | ------ | ---- |
| باري 84'  | Report |      |

| كولومبيا                                             | 4–0    | الأوروغواي |
| ---------------------------------------------------- | ------ | ---------- |
| أندرادي 6' · ن. أرياس 58' · سانتوس 69' · أوسبينا 90' | Report |            |

| الإكوادور  | 1–0    | فنزويلا |
| ---------- | ------ | ------- |
| فاسكيز 30' | Report |         |

| كولومبيا                                            | 4–1    | فنزويلا    |
| --------------------------------------------------- | ------ | ---------- |
| رينكون 15' · أورتيز 40' · فيلاسكيز 65' · كوسم 90+1' | Report | 78' غارسيا |

| الأوروغواي                   | 2–1    | بيرو       |
| ---------------------------- | ------ | ---------- |
| بيون 30' · ب. غونزاليس 90+2' | Report | 14' فلوريس |

| فنزويلا | 0–0    | بيرو |
| ------- | ------ | ---- |
|         | Report |      |

| الإكوادور | 0–1    | كولومبيا  |
| --------- | ------ | --------- |
|           | Report | 60' أريزا |

| كولومبيا   | 1–0    | بيرو |
| ---------- | ------ | ---- |
| رينكون 39' | Report |      |

| الإكوادور    | 1–2    | الأوروغواي                 |
| ------------ | ------ | -------------------------- |
| لاتانزيو 87' | Report | 7' ب. غونزاليس · 56' باديل |

#### المجموعة الثانية
| م | الفريق    | لعب | ف | ت | خ | أ.له | أ.ع | أ.ف | نقاط | التأهل                                         |
| - | --------- | --- | - | - | - | ---- | --- | --- | ---- | ---------------------------------------------- |
| 1 | البرازيل  | 4   | 3 | 0 | 1 | 12   | 3   | +9  | 9    | المرحلة النهائية و دورة الألعاب الأمريكية 2015 |
| 2 | الأرجنتين | 4   | 3 | 0 | 1 | 9    | 1   | +8  | 9    | المرحلة النهائية و دورة الألعاب الأمريكية 2015 |
| 3 | باراغواي  | 4   | 2 | 0 | 2 | 14   | 9   | +5  | 6    |                                                |
| 4 | تشيلي     | 4   | 2 | 0 | 2 | 6    | 5   | +1  | 6    |                                                |
| 5 | بوليفيا   | 4   | 0 | 0 | 4 | 2    | 25  | −23 | 0    |                                                |

#### مباريات المجموعة الثانية
| الأرجنتين | 0–1    | تشيلي    |
| --------- | ------ | -------- |
|           | Report | 47' لارا |

| البرازيل                                                                      | 6–0    | بوليفيا |
| ----------------------------------------------------------------------------- | ------ | ------- |
| فورميجا 19'، 73' · أندريسا ألفيس 30' · دارلين 51' · تايسا 84' · فابيانا 90+2' | Report |         |

| بوليفيا | 0–6    | الأرجنتين                                                 |
| ------- | ------ | --------------------------------------------------------- |
|         | Report | 50'، 72' فاليخوس · 54' بونسيغوندو · 62'، 77'، 87' لاروكيت |

| باراغواي  | 1–4    | البرازيل                                              |
| --------- | ------ | ----------------------------------------------------- |
| فليتاس 9' | Report | 35' أندريسا ألفيس · 45+5'، 56' كرستياني · 57' فابيانا |

| تشيلي                                        | 3–0    | بوليفيا |
| -------------------------------------------- | ------ | ------- |
| لارا 26' (ركلة.) · غيريرو 61' · زامورا 90+2' | Report |         |

| الأرجنتين  | 1–0    | باراغواي |
| ---------- | ------ | -------- |
| كابريرا 9' | Report |          |

| بوليفيا        | 2–10   | باراغواي                                                                                         |
| -------------- | ------ | ------------------------------------------------------------------------------------------------ |
| مورون 43'، 85' | Report | 10'، 77'، 81'، 90+1' فرنانديز · 35' ريفيروس · 44'، 89' أورتيز · 65' كوينتانا · 75'، 84' مارتينيز |

| تشيلي | 0–2    | البرازيل                 |
| ----- | ------ | ------------------------ |
|       | Report | 22' مورين · 49' كرستياني |

| باراغواي                                 | 3–2    | تشيلي                |
| ---------------------------------------- | ------ | -------------------- |
| أورتيز 15' · كوينتانا 78' · مارتينيز 85' | Report | 47' لارا · 72' أرايا |

| البرازيل | 0–2    | الأرجنتين                       |
| -------- | ------ | ------------------------------- |
|          | Report | 23' كوميتي · 73' (ركلة.) بانيني |

## المرحلة النهائية

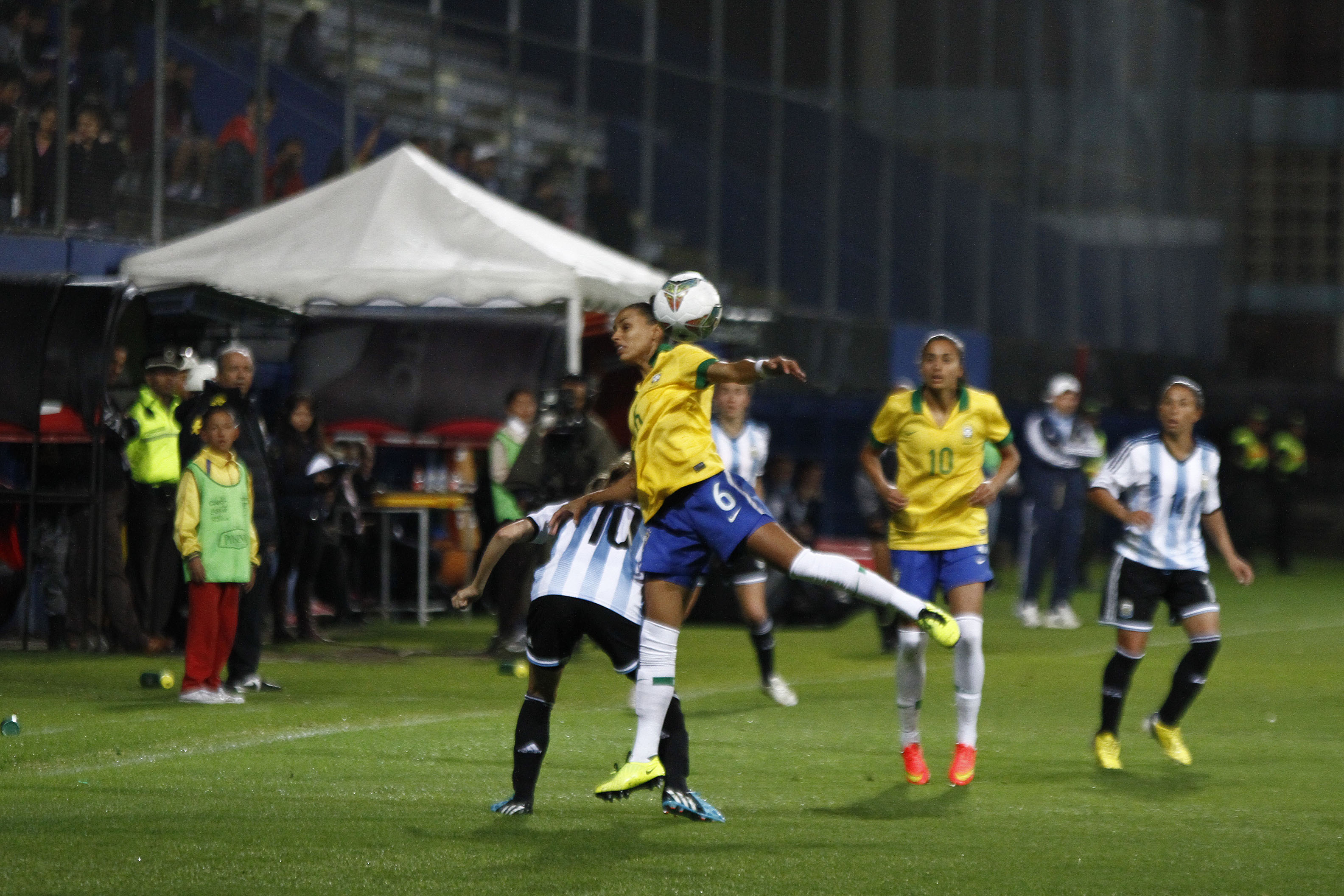
تتواجه الأرجنتين والبرازيل في الدور قبل النهائي، وكان هذا هو اللقاء الثاني بينهما في البطولة..

لعبت الفرق الأربعة بنظام الدوري من دور واحد من 24 إلى 28 سبتمبر. تأهلت البرازيل وكولومبيا مباشرةً إلى كأس العالم للسيدات 2015، بينما تأهلت الإكوادور إلى الملحق القاري ضد اتحاد أمريكا الشمالية والوسطى والكاريبي (الكونكاكاف)، والذي نجحت الإكوادور في التأهل إليه في النهاية. كما تأهلت كولومبيا أيضًا لبطولة السيدات في دورة الألعاب الأولمبية الصيفية 2016. كما تأهلت جميع الفرق الأربعة لبطولة السيدات في دورة الألعاب الأمريكية 2015.
| م | الفريق        | لعب | ف | ت | خ | أ.له | أ.ع | أ.ف | نقاط | التأهل                                                       |
| - | ------------- | --- | - | - | - | ---- | --- | --- | ---- | ------------------------------------------------------------ |
| 1 | البرازيل      | 3   | 2 | 1 | 0 | 10   | 0   | +10 | 7    | كأس العالم للسيدات 2015 ودورة الألعاب الأولمبية الصيفية 2016 |
| 2 | كولومبيا      | 3   | 1 | 2 | 0 | 2    | 1   | +1  | 5    | كأس العالم للسيدات 2015 ودورة الألعاب الأولمبية الصيفية 2016 |
| 3 | الإكوادور (H) | 3   | 1 | 0 | 2 | 4    | 8   | −4  | 3    | تصفيات الكونكاكاف وكونميبول                                  |
| 4 | الأرجنتين     | 3   | 0 | 1 | 2 | 2    | 9   | −7  | 1    |                                                              |

1. ↑  تأهلت كل من البرازيل (باعتبارها الدولة المضيفة) وكولومبيا (كأفضل فريق بخلاف البرازيل) إلى دورة الألعاب الأولمبية الصيفية 2016.

#### مباريات المرحلة النهائية
| كولومبيا | 0–0    | الأرجنتين |
| -------- | ------ | --------- |
|          | Report |           |

| البرازيل                                  | 4–0    | الإكوادور |
| ----------------------------------------- | ------ | --------- |
| كرستياني 14'، 17' · مورين 37' · راكيل 87' | Report |           |

| كولومبيا                  | 2–1    | الإكوادور    |
| ------------------------- | ------ | ------------ |
| إيشيفيري 12' · رينكون 55' | Report | 86' لاتانزيو |

| البرازيل                                                                           | 6–0    | الأرجنتين |
| ---------------------------------------------------------------------------------- | ------ | --------- |
| كرستياني 32' · أندريسا ألفيس 36' · مورين 58' · تايلا 66' · تاميريس 71' · راكيل 84' | Report |           |

| الأرجنتين                   | 2–3    | الإكوادور                                |
| --------------------------- | ------ | ---------------------------------------- |
| بانيني 25' · بونسيغوندو 30' | Report | 36' كايسدو · 60' رودريغيز · 77' لاتانزيو |

| كولومبيا | 0–0    | البرازيل |
| -------- | ------ | -------- |
|          | Report |          |

### الترتيب النهائي
| موضع                 | فريق       | لعب | فوز | تعادل | خسارة | أ.له | أ.ع | ف.أ | نقاط |
| -------------------- | ---------- | --- | --- | ----- | ----- | ---- | --- | --- | ---- |
| 1                    | البرازيل   | 7   | 5   | 1     | 1     | 22   | 3   | +19 | 16   |
| 2                    | كولومبيا   | 7   | 5   | 2     | 0     | 12   | 2   | +10 | 17   |
| 3                    | الإكوادور  | 7   | 3   | 0     | 4     | 7    | 11  | −4  | 9    |
| 4                    | الأرجنتين  | 7   | 3   | 1     | 3     | 11   | 10  | +1  | 10   |
| خرج من الجولة الأولى |            |     |     |       |       |      |     |     |      |
| 5                    | باراغواي   | 4   | 2   | 0     | 2     | 14   | 9   | +5  | 6    |
| 6                    | تشيلي      | 4   | 2   | 0     | 2     | 6    | 5   | +1  | 6    |
| 7                    | الأوروغواي | 4   | 2   | 0     | 2     | 5    | 9   | −4  | 6    |
| 8                    | فنزويلا    | 4   | 1   | 1     | 2     | 4    | 6   | −2  | 4    |
| 9                    | بيرو       | 4   | 0   | 1     | 3     | 1    | 4   | −3  | 1    |
| 10                   | بوليفيا    | 4   | 0   | 0     | 4     | 2    | 25  | −23 | 0    |

## الجوائز
- أفضل هداف:  كرستياني (6 أهداف)[9]
- جائزة اللعب النظيف:  الأرجنتين

### الفرق المتأهلة للأولمبياد
تأهل الفريقان التاليان من اتحاد أمريكا الجنوبية لكرة القدم إلى بطولة كرة القدم الأولمبية.
| فريق     | التأهل إلى     | المشاركات السابقة في البطولة1     |
| -------- | -------------- | --------------------------------- |
| البرازيل | 02 أكتوبر 2009 | 5 (1996, 2000 ‏, 2004، 2008، 2012) |
| كولومبيا | 28 سبتمبر 2014 | 1 (2012)                          |

1 يشير الغامق إلى البطل في ذلك العام. يشير "المائل" إلى المضيف لذلك العام.

## الإحصائيات

### هدافو الأهداف
6 أهداف
- كرستياني

4 أهداف
- ريبيكا فرنانديز

3 أهداف
- ماريانا لاروكيت
- أندريسا ألفيس
- مورين
- فرانسيسكا لارا
- يوريلي رينكون
- جيانينا لاتانزيو
- جيسيكا مارتينيز
- لورديس أورتيز

هدفين
- إستيفانيا بانيني
- فلورنسيا بونسيغوندو
- فابيانا فاليخوس
- جانيث مورون
- فابيانا
- فورميجا
- راكيل
- دولسي كوينتانا
- باميلا غونزاليس
- غابرييلا غارسيا

هدف واحد
- ميكايلا كابريرا
- ألدانا كوميتي
- دارلين
- تامير
- تايلا
- تايسا
- فرناندا أرايا
- كارلا غيريرو
- دانييلا زامورا
- ليدي أندرادي
- ناتالي أرياس
- تاتيانا أريزا
- لورا كوسم
- إيزابيلا إتشيفيريا
- ميليسا أورتيز
- ديانا أوسبينا
- ليسي سانتوس
- اوريانيكا فيلاسكيز
- أدريانا باري
- كارينا كايسيدو
- إنغريد رودريغيز
- إريكا فاسكيز
- آنا فليتا
- فيرونيكا ريفيروس
- إيميلي فلوريس
- ياميلا باديل
- ماريانا بيون
- لورد فيانا
- يوسميري اسكانيو
- دانيوسكا رودريغيز